# معركة إنكرمان
معركة إنكرمان (بالتركية الحديثة: İnkerman Muharebesi، وبالروسية: Инкерманское сражение، وبالإنجليزية: Battle of Inkerman، وبالفرنسية: Bataille d'Inkerman) هي إحدى معارك حرب القرم. وقعت في 5 نوفمبر 1854 بين الجيوش المتحالفة لكل من الدولة العثمانية وبريطانيا وفرنسا من جهة، والجيش القيصري الروسي من جهة أخرى. نجح الحلفاء في كسر إرادة الروس في الانتصار على الحلفاء في ميدان القتال، وتبعها حصار سيفاستوبول. اضطر الجنود إلى الاجتهاد الشخصي في القتال نظرًا لتعذر الرؤية أثناء المعركة بسبب الضباب، مما أكسب هذه المعركة لقب «معركة الجندي».